# Ferréol Cannard
Ferréol Cannard (ur. 28 maja 1978 w Morez) – francuski biathlonista, brązowy medalista mistrzostw świata i igrzysk olimpijskich.

## Kariera
W Pucharze Świata zadebiutował 9 grudnia 1999 roku w Pokljuce, zajmując 100. miejsce w sprincie. Pierwsze punkty zdobył 30 listopada 2000 roku w Anterselvie, gdzie w biegu indywidualnym zajął 19. miejsce. Nigdy nie stanął na podium zawodów tego cyklu, najwyższą pozycję osiągnął 8 grudnia 2002 roku w Östersund, gdzie był szósty w biegu pościgowym i 24 stycznia 2004 roku w Anterselvie, gdzie był szósty w sprincie. Najlepsze wyniki osiągnął w sezonie 2003/2004, kiedy zajął 23. miejsce w klasyfikacji generalnej.
Na rozgrywanych w 2004 roku mistrzostwach świata w Oberhofie reprezentacja Francji w składzie: Ferréol Cannard, Vincent Defrasne, Julien Robert i Raphaël Poirée zajęła trzecie miejsce w sztafecie. Był też między innymi dwunasty w biegu pościgowym podczas mistrzostw świata w Hochfilzen w 2005 roku.
W 2002 roku wystartował na igrzyskach olimpijskich w Salt Lake City, zajmując 77. miejsce w biegu indywidualnym. Brał też udział w igrzyskach olimpijskich w Turynie w 2006 roku, gdzie zajął 31. miejsce w sprincie i 40. w biegu pościgowym. Ponadto razem z Defrasne'em, Robertem i Poirée wywalczył brązowy medal w sztafecie.

## Osiągnięcia

### Igrzyska olimpijskie
| Rok  | Miejscowość    | Konkurencje | Konkurencje | Konkurencje | Konkurencje | Konkurencje | Konkurencje | Konkurencje |
| Rok  | Miejscowość    | IN          | SP          | PU          | MS          | RL          | MR          | SR          |
| ---- | -------------- | ----------- | ----------- | ----------- | ----------- | ----------- | ----------- | ----------- |
| 2002 | Salt Lake City | 77.         | –           | –           | nd.         | –           | nd.         | –           |
| 2006 | Turyn          | –           | 31.         | 40.         | –           | 3.          | nd.         | –           |

### Mistrzostwa świata
| Rok  | Miejscowość     | Konkurencje | Konkurencje | Konkurencje | Konkurencje | Konkurencje | Konkurencje | Konkurencje |
| Rok  | Miejscowość     | IN          | SP          | PU          | MS          | RL          | MR          | SR          |
| ---- | --------------- | ----------- | ----------- | ----------- | ----------- | ----------- | ----------- | ----------- |
| 2001 | Pokljuka        | 38.         | 49.         | DNF         | –           | –           | nd.         | –           |
| 2003 | Chanty-Mansyjsk | 43.         | 72.         | –           | –           | 13.         | nd.         | –           |
| 2004 | Oberhof         | 21.         | 27.         | 25.         | –           | 3.          | nd.         | –           |
| 2005 | Hochfilzen      | 15.         | 21.         | 12.         | 20.         | 5.          | nd.         | –           |
| 2005 | Chanty-Mansyjsk | nd.         | nd.         | nd.         | nd.         | nd.         | 5.          | –           |
| 2007 | Anterselva      | –           | 59.         | 43.         | –           | 10.         | –           | –           |
| 2008 | Östersund       | –           | 32.         | 34.         | –           | 5.          | nd.         | –           |

### Puchar Świata

#### Miejsca w klasyfikacji generalnej
| Sezon     | Miejsce |
| --------- | ------- |
| 1999/2000 | -       |
| 2000/2001 | 42.     |
| 2001/2002 | 47.     |
| 2002/2003 | 32.     |
| 2003/2004 | 23.     |
| 2004/2005 | 26.     |
| 2005/2006 | 71.     |
| 2006/2007 | 50.     |
| 2007/2008 | 72.     |

#### Miejsca na podium chronologicznie
Cannard nigdy nie stanął na podium indywidualnych zawodów PŚ.